# Privilège prêtre-pénitent
En common law, le privilège prêtre-pénitent, aussi connu sous le nom de privilège ecclésiastique, est une application du principe de la communication privilégiée qui protège le contenu des communications entre un membre du clergé et un pénitent, qui partage des informations en toute confiance. Il émane du principe du privilège de la confession.
Il s'agit d'un concept différent de la confidentialité.[réf. nécessaire]

## Droit canadien

### Droit québécois
En droit québécois, le privilège prêtre-pénitent est protégé par l'article 9 (2) de la Charte des droits et libertés de la personne, qui l'assimile au secret professionnel.

### Droit de Terre-Neuve-et-Labrador
La province de Terre-Neuve-et-Labrador protège le privilège prêtre-pénitent à l'article 8 de sa Loi sur la preuve.  

### Droit des autres provinces canadiennes
Les huit autres provinces canadiennes n'ont pas de dispositions législatives protégeant le privilège prêtre-prénitent. Par conséquent, les juges sont appelés à évaluer chaque cas séparément en se fondant sur les critères de common law établis par le professeur John Henry Wigmore. 
Dans l'arrêt R c. Gruenke, la Cour suprême applique les critères de Wigmore en droit canadien. Le test de Wigmore exige «(1) que les communications aient été transmises confidentiellement avec l'assurance qu'elles ne seraient pas divulguées, (2) que le caractère confidentiel soit un élément essentiel au maintien complet et satisfaisant des rapports entre les parties, (3) que les rapports soient de la nature de ceux qui, selon l'opinion de la collectivité, doivent être entretenus assidûment, et (4) que le préjudice permanent que subiraient les rapports par la divulgation des communications soit plus considérable que l'avantage à retirer d'une juste décision.